# Алексис Фокс
Алексис Фокс (енгл. Alexis Fawx; Пенсилванија, 23. јун 1975), америчка порно глумица.

## Награде
Награда AVN
- MILF Performer of the Year (2020)[3]